# Ангел Рахов
Ангел Стоянов Рахов – български футболист, защитник. Рахов започва футболната си кариера в ЕКИУ Калояново, защото учи в ЕКИУ. Той е в отбора от 2006 до 2010, когато е забелязан от Ботев и привлечен през лятото на 2010. Ангел Рахов се превръща в любимец на феновете на Ботев със сърцатата си игра и става основен играч в тима. През втория полусезон обаче е подкосен от Хепатит и пропуска голяма част от мачовете. Рахов по принцип играе като централен защитник, но успешно се справя и на поста нападател.
Отраснал в с. Марково. Завършва основното си образование в ОУ „Св. св. Кирил и Методий“ – Марково, а средното – в ПГМТ „Проф. Цветан Лазаров“ – гр. Пловдив. Магистър по финанси и счетоводство от ВСУ „Черноризец Храбър“. От 2017 г. работи в НАП като инспектор по приходите и в момента е в третия си мандат като общински съветник в община Родопи. 